# کبوتردریایی دماغه سبز

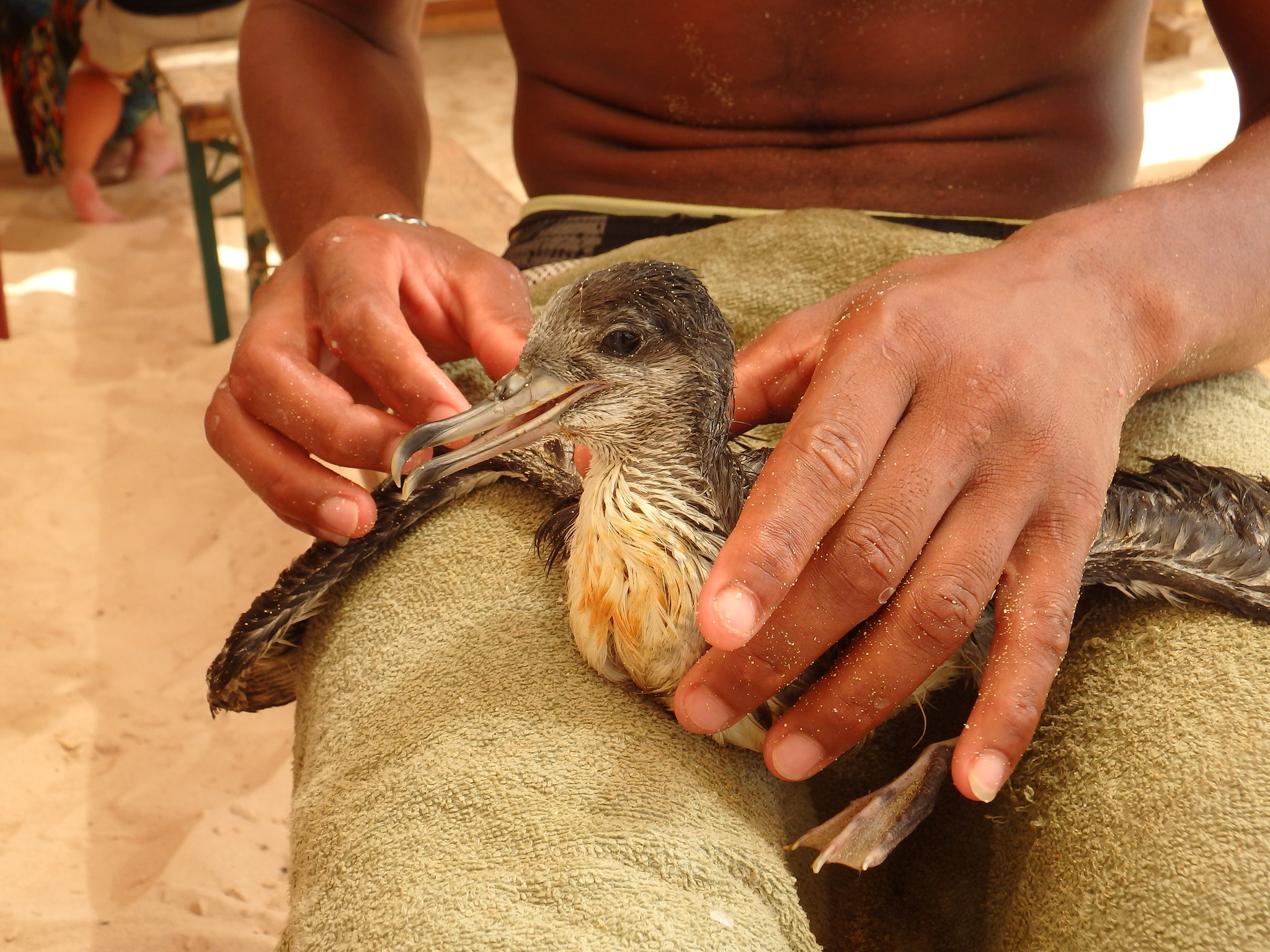
جوجه کبوتر دریایی دماغه سبز

کبوتردریایی دماغه سبز (نام علمی: Calonectris edwardsii) نام یک گونه از تیره کبوتردریاییان است.